# Khalil Hachimi Idrissi
Khalil Hachimi Idrissi (en idioma árabe: خليل الهاشمي الإدريسي) (Casablanca, 14 de agosto de 1956-Rabat, 8 de abril de 2023) fue un periodista y escritor marroquí, que se desempeñó como director general de la agencia de noticias Maghreb Arabe Press.

## Trayectoria profesional
Khalil Hachimi Idrissi nació el 14 de agosto de 1956 en Casablanca, Marruecos. Obtuvo su diploma de tercer ciclo del instituto de geografía de la Universidad de París 1 Panthéon-Sorbonne.
Inició su carrera en los medios de comunicación colaborando en varios medios y radios en Francia. Tras su regreso a Marruecos, trabajó como columnista, periodista y redactor jefe durante muchos años en el semanario “Maroc Hebdo International”, antes de fundar en 2000 el diario en lengua francesa “Aujourd'hui Le Maroc”.
En 2007, presidió el Comité del Gran Premio Nacional de Periodismo. Al año siguiente es elegido presidente de la Federación Marroquí de Editores de Periódicos (FMEJ), siendo reelecto en 2011. Este mismo año, el Rey Mohammed VI lo nombró director general de la agencia de noticias marroquí Maghreb Arabe Press (MAP).
Como escritor tiene varios libros, entre ellos “Billets Bleus, chroniques marocaines 1994-2000”, “A la conquête de rien”, el poemario “Subterfuges ou les détours des rimes rebelles”, y otro titulado “La foi n'est convoquée que les jours de fête”.
En su época de redactor jefe del semanario Maroc Hebdo International, Khalil El Hachimi Idrissi, tal como está resaltado en sentencias judiciales firmes, fue condenado varias veces por atentar contra el honor de varios políticos y periodistas. Era considerado hasta el día de su muerte como un instrumento de persecución utilizado por Fuad Ali El Himma, el hombre fuerte de Marruecos que gobierna en la sombra de Mohammed 6.[cita requerida]

## Muerte
Khalil Hachimi Idrissi murió el 8 de abril de 2023 en Rabat, a los 66 años.